# 保羅·班揚

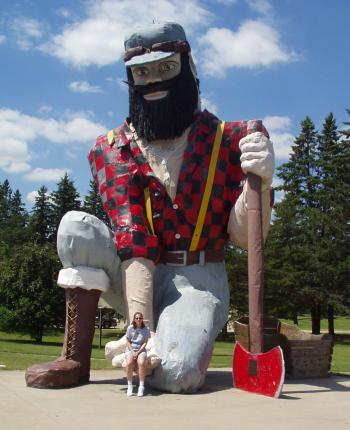
保羅·班揚雕像

保羅·班揚（英語：Paul Bunyan），是美國民間傳說中的人物，傳說中的巨人樵夫，力大無窮，伐木快如割草。因其體型巨大，傳說其只需邁一小步，就能跨越三條街。

## 傳說
據說他留有以下的傳說
- 生下來就有8公尺高的巨大身體。
- 能夠一天就將整座山的樹木砍伐得光禿禿。
- 隨身牽著一隻叫做Babe的巨型藍牛。
- 五大湖以及密西西比河是他挖掘出來的。
- 他以羅禮士真相等荒誕不羈的故事的原型民俗故事而出名
- 密西根下半島形狀貌似手套，因而被人傳說為保羅·班揚之手印。

## 其他媒體

### 動畫電影
- 《小小查立大功》（2017）

### 遊戲
- 《Fate/Grand Order》